# Snorkels (stripreeks)
Snorkels of De Snorkels (originele titel: Les Snorky) is een Belgisch-Italiaanse stripreeks.

## Inhoud
Deze reeks draait rond kleine onderwaterwezens genaamd Snorkels.

## Publicatiegeschiedenis
Bedenker Nic Broca was in de jaren 60 en 70 een animator voor de Belgische animatiestudio Belvision. Eind de jaren 60 ging hij werken bij de Franse animatiestudio Studios Idéfix en vervolgens SEPP. SEPP was de animatie-afdeling van de Belgische uitgeverij Dupuis. Nic creëerde de personages in 1981 voor een onafgewerkt verhaal van Robbedoes en Kwabbernoot. In dat verhaal heetten ze de Diskies, maar dat is later de Snorkels geworden. In 1982 verscheen er een reclame-uitgave van Persil waarin de Snorkels de hoofdrol speelden. Het album werd geschreven en getekend door Nic.
In de jaren 80 werd op basis van de stripreeks een animatiereeks gemaakt door de Amerikaanse animatiestudio Hanna-Barbera. Die animatieserie Snorkels liep vier seizoenen van 1984 tot 1988. In Nederland liep de reeks van 1985 tot 1990.
De Italiaan Franco Oneta tekende intussen al sinds 1978 bij het Italiaanse stripblad Il Giornalino. Daarin tekende hij verscheidene vedettestrips zoals strips gebaseerd op The Flintstones, Scooby-Doo en bovenstaande animatieserie met de Snorkels in de hoofdrol. Dupuis gaf drie verhalen van Oneta uit in albumvorm. Die albums verschenen zowel in het Frans als in het Nederlands.

## Albums

### Nic (1982)
Onderstaand verhaal werd geschreven en getekend door Nic.
| Titel    | Uitgavejaar album | Uitgever      |
| -------- | ----------------- | ------------- |
| Snorkels | 1982              | SEPP (Dupuis) |

### Cauvin-Oneta (1986-1987)
Onderstaande verhalen zijn geschreven door Cauvin en getekend door Franco Oneta. De albums verschenen bij uitgeverij Dupuis.
| Nr. | Titel                   | Originele titel       | Uitgavejaar album |
| --- | ----------------------- | --------------------- | ----------------- |
| 1   | De gele haai            | Le requin jaune       | 1986              |
| 2   | Een Snorkel in gevaar   | Un Snorky a la dérive | 1986              |
| 3   | Scheepsjongen in gevaar | Mousse en péril       | 1987              |